# Vallelunga Pratameno
Vallelunga Pratameno é uma comuna italiana da região da Sicília, província de Caltanissetta, com cerca de 3 844 habitantes. Estende-se por uma área de 39 km², tendo uma densidade populacional de 99 hab/km². Faz fronteira com Cammarata (AG), Castronovo di Sicilia (PA), Polizzi Generosa (PA), Sclafani Bagni (PA), Valledolmo (PA), Villalba.

## Demografia
| Variação demográfica do município entre 1861 e 2011                               |
|                                                                                   |
| Fonte: Istituto Nazionale di Statistica (ISTAT) - Elaboração gráfica da Wikipedia |